# Claude Ponti
Pour les articles homonymes, voir Ponti (homonymie).
Claude Ponticelli, dit Claude Ponti, né le 22 novembre 1948 à Lunéville, en Lorraine, est un auteur de littérature de jeunesse et illustrateur français.
En 1986, il publie L'Album d'Adèle, son premier album pour la jeunesse. Il est célèbre pour ses personnages de poussins et le personnage de Blaise, le poussin masqué.
Il a reçu le prix Sorcières spécial en 2006 pour l'ensemble de son œuvre.

## Biographie
Claude Ponticelli grandit à Lunéville puis à Clairefontaine. Son père est un chrono-analyseur italien et sa mère est une institutrice lorraine. Il est le cadet d'une famille de trois enfants,. Il est gaucher mais on l'empêche de l'exprimer à l'école. Sa scolarité, irrégulièrement bonne, est compliquée par une légère dyslexie. 
À l'âge de 6 ans, Claude Ponti est violé à plusieurs reprises par son grand-père maternel. Traumatisé, il en témoigne à l'âge de 25 ans, et est mis à la porte par ses parents, qui ne le croient pas.
Il passe le bac en 1967. Il fréquente alors l'école des beaux-arts d'Aix-en-Provence, puis suit des études de lettres et d'archéologie à Strasbourg. Il déménage ensuite à Paris.
Il devient dessinateur de presse à L'Express jusqu'en 1984. En parallèle, il peint et expose ses œuvres dans des galeries à Paris.
Au début des années 1980, il est directeur artistique à l'Imagerie d'Épinal.
À la naissance de sa fille Adèle, en 1985, il crée L'Album d'Adèle. Initialement, l'ouvrage est uniquement destiné à sa fille mais son éditrice Geneviève Brisac le convainc de publier l'ouvrage chez Gallimard. Il publie ensuite Adèle s'en mêle (1987) et Adèle et la pelle (1988). Ces trois albums constituent le cycle d'Adèle et suivent l'évolution de sa fille,,.
En 1990, Claude Ponti rejoint L'École des loisirs où il publie Pétronille et ses 120 petits .
En 1991, il publie trois albums consacrés au personnage de Blaise, le poussin masqué : Blaise et la Tempêteuse bouchée (1991), Le Jour du mange-poussin (1991) et Blaise dompteur de tache (1992).
En 1993, il inaugure la série de livres pour les petits autour des deux poussins Tromboline et Foulbazar : La Fenêtre (1993), Les Épinards, (1993), La Voiture (1993).
En 1995, il publie son premier roman, Les Pieds bleus, aux éditions de l'Olivier, un roman dans lequel il aborde le thème de la violence des adultes envers les enfants et notamment les agressions sexuelles. Cette fiction lui permet de revenir sur les sévices sexuels que son grand-père lui a infligés enfant,.

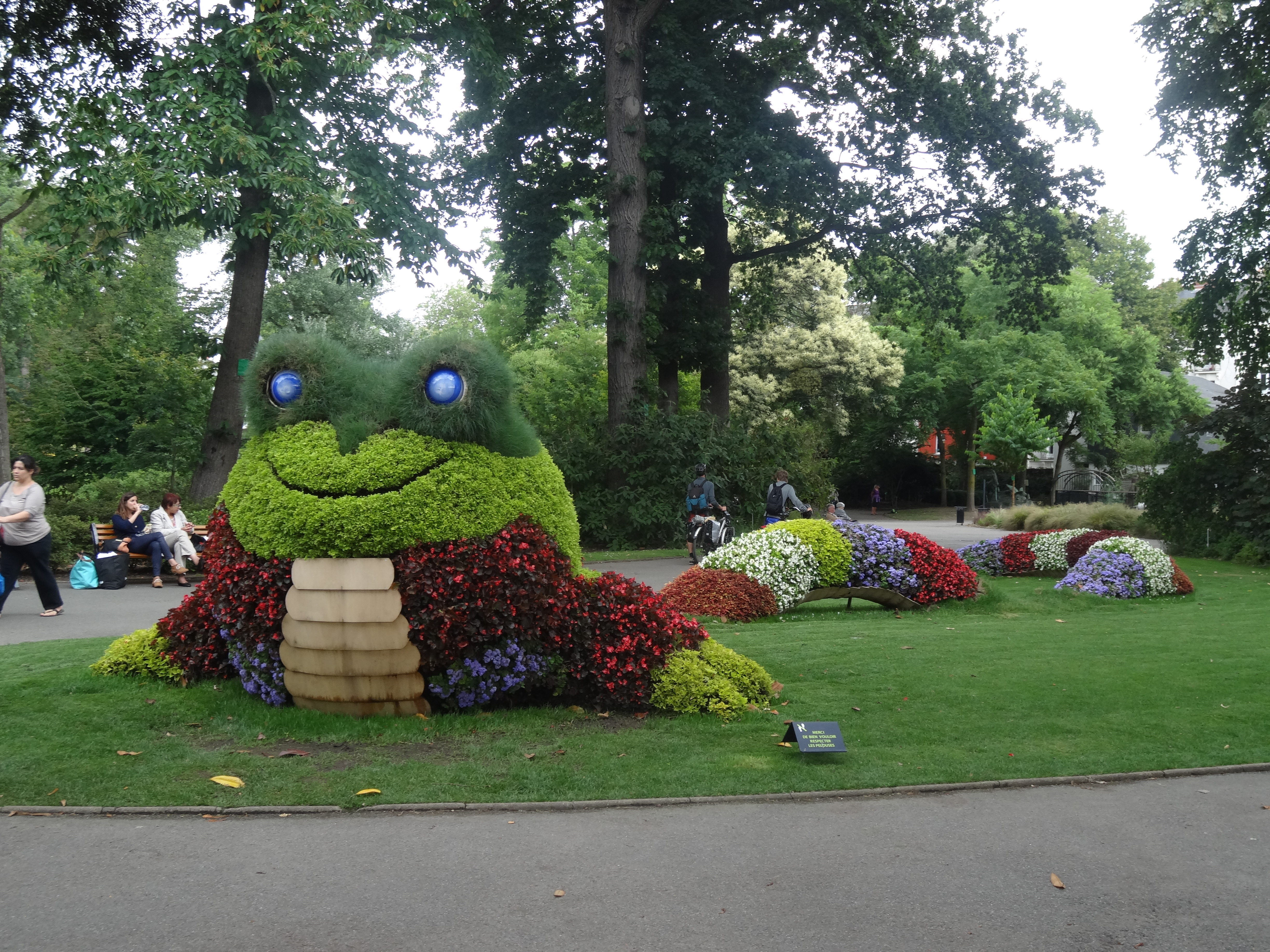
Serpicouliflor créé par Claude Ponti au Jardin des plantes de Nantes.

En 2007, Claude Ponti écrit un texte pour le spectacle Sombrero chorégraphié par Philippe Decouflé.
En 2009, il crée un musée en ligne pour les œuvres des enfants, Le Muz.
En 2012, il participe à une exposition à l'abbaye de Fontevraud intitulée « Les maisons à cuire », en collaboration avec Armelle Benoit et François Bon, inspiré du livre de Ponti Questions d’importance (2012).
De juin 2013 au 20 octobre 2013, Claude Ponti investit le jardin des plantes de Nantes dans le cadre du Voyage à Nantes. Il y a créé divers objets et installations qui s'insèrent dans le parcours du jardin, tels un banc géant, une poire souriante, des « totems-oiseaux »... Certaines œuvres sont encore visibles après un nettoyage. Chaque année depuis 2013, de nouvelles œuvres ont été créées.
En 2020, il devait être le commissaire de l'exposition L'Enfance en art, Portraits et Paysages au passage Sainte-Croix à Nantes. Mais l'exposition a été reportée à la saison 2020/2021 en raison de la pandémie du Covid-19[réf. nécessaire].
Pendant le confinement de 2020, il diffuse chaque jour une « chozafère » pour permettre aux enfants de faire leur propre album.
En 2023, il est sélectionné pour la deuxième année d'affilée pour le prestigieux prix suédois, le Prix commémoratif Astrid-Lindgren.

## Œuvre

### Narration
Dans les albums pour les tout petits (Dans le loup (1994), Sur le lit (1994), Derrière la poussette (1994), Au fond du jardin (2008), Dans la voiture (2008), Sur la branche (2008)), la narration s'appuie sur la description du monde.
Dans les grands albums (Pétronille et ses 120 petits, etc), la narration repose sur le récit initiatique du personnage qui surmonte des épreuves au cours du récit.
Dans la série Monsieur Monsieur et Mademoiselle Moiselle, la narration repose plus sur la poésie que sur la description du monde.
Dans les albums centrés sur les poussins (Blaise et le Robinet (1994), Le Jour du Mange-poussin (1991), Blaise dompteur de tache (1992)), la narration repose plutôt sur un principe de récréation.
Dans les ouvrages de Claude Ponti, il y a souvent plusieurs histoires qui sont racontées en parallèle de l'histoire principale, grâce aux images. Par exemple dans Blaise dompteur de tache, en parallèle de la course de chaises et de la tache domptée par Blaise, il y a dans les images l'histoire du poussin-avion et celle du poussin aveuglé par une tache d'encre qui fonce dans un parapluie.

### Style
Le style de Claude Ponti est caractérisé par un grand nombre de jeux de mots et de néologismes.
Claude Ponti aime jouer sur la frontière entre la fiction et le réel et multiplie notamment les références dans la fiction à la matérialité du livre. Par exemple dans Blaise et le château d'Anne Hiversère, le texte fait explicitement référence à des pages du livre et dans Mille Secrets de poussins, le texte explique que les poussins vivent dans les livres.

### Personnages
Claude Ponti introduit les poussins dans L'Album d'Adèle pour avoir un élément perturbateur dans son ouvrage.
Les poussins sont omniprésents dans l'œuvre de Claude Ponti. Il y a la série d'albums consacrés à Blaise, le poussin masqué : Blaise et la tempêteuse bouchée (1991), Le jour du mange-poussin (1991), Blaise dompteur de taches (1992), Blaise et le Robinet (1994), Blaise et le Château d'Anne Hiversère (2004), Mille Secrets de poussins (2005), Blaise et le Kontrôleur de Kastatroffe (2014). Il y a aussi la série d'albums pour petits autour de Tromboline et Foulbazar : Le Bébé bonbon (1995), Les Masques (1995), La Boîte (1995), Le Nuage (1998), Le A (1998), Le Cauchemar (1998), Dans rien (2009), L'avion (2009). Ils sont aussi au centre de La course en livre (2017).
Le lecteur rencontre aussi les poussins dans d'autres ouvrages. Par exemple, dans Pétronille et ses 120 petits, les poussins viennent en aide à Pétronille.
Claude Ponti construit également des personnages parentaux forts, comme Pétronille, justement, mère courageuse qui est entourée des prénoms de ses 120 enfants, symbolisant à quel point elle pense fort à eux : « J'invente dans mes livres les figures parentales que je n'ai pas eues ».

### Traits caractéristiques
Depuis l'Album d'Adèle, Claude Ponti met en scène et dessine des codes-barres sur la quatrième de couverture de ses ouvrages.

## Réception de l'œuvre
L'œuvre de Claude Ponti est notamment traduite en allemand, italien, espagnol, catalan, anglais, chinois, coréen ou encore en japonais.

## Technique
Claude Ponti utilise des techniques mixtes, principalement l'encre de Chine et l'aquarelle mais aussi les encres liquides et la gouache.
Claude Ponti travaille au format 1/1 (sur des feuilles de la taille de l'album final).
Il arrive que Claude Ponti utilise des photocopies et des collages pour reproduire certains décors. Par exemple dans Blaise et le château d'Anne Hiversère, le même château d'anniversaire terminé est utilisé plusieurs fois dans l'ouvrage.

## Prix et distinctions
- 1988 : Prix Sorcières[29] Catégorie Tout-petits, pour Adèle s’en mêle
- 1992 : Prix Sorcières[29] Catégorie Premières lectures, pour Broutille
- 1994 : Prix Chrétien de Troyes[30] pour Okilélé
- 1997 : Prix Sorcières[29] Catégorie Tout-Petits, pour Sur la branche
- 2000 : (international) « Honour List »[31] de l'IBBY, catégorie Illustration, pour Ma vallée
- 2000 : Grand prix SGDL du livre Jeunesse[32] pour Sur l'île des Zertes
- 2006 : Prix Sorcières spécial pour l'ensemble de son œuvre[33].
- 2008 :  Sélection pour le Prix Hans-Christian-Andersen[34], catégorie Illustration
- 2022 et 2023 :  Sélection pour le Prix commémoratif Astrid-Lindgren[23]

## Publications

### Albums
Sauf mention contraire, les albums ont été publiés par L'École des loisirs.
- L'Album d’Adèle, Gallimard jeunesse, 1986.
- Adèle s’en mêle, Gallimard, 1987.
- La Colère de Monsieur Dubois, Gallimard, 1987.
- Adèle et la Pelle, Gallimard, 1988.
- La Lune, la grenouille et le noir, texte de Monique Ponti, Gallimard, 1989.
- Pétronille et ses 120 petits, 1990.
- Blaise et la Tempêteuse bouchée, 1991.
- Broutille, 1991.
- Le Jour du mange-poussin, 1991.
- Blaise dompteur de taches, 1992.
- L'Arbre sans fin, 1992.
- Paris, 1992.
- Okilélé, 1993.
- La Tempête (illustrations), texte de Florence Seyvos, 1993.
- La Fenêtre (Tromboline et Foulbazar), 1993.
- Les Épinards (Tromboline et Foulbazar), 1993.
- La Voiture (Tromboline et Foulbazar), 1993.
- Blaise et le Robinet, 1994.
- Parci et Parla, 1994.
- Dans la pomme, 1994.
- Dans le gant, 1994.
- Dans le loup, 1994.
- Derrière la poussette, 1994.
- Sur le lit, 1994
- L'Écoute-aux-portes, 1995
- Le Bébé bonbon (Tromboline et Foulbazar), 1995
- Les Masques (Tromboline et Foulbazar), 1995
- La Boîte (Tromboline et Foulbazar), 1995
- Le Chien invisible, 1995
- Sur la branche, 1996
- Dans la voiture, 1996
- Au fond du jardin, , 1996
- Le Tournemire, 1996
- Zénobie, 1997
- Le Nakakoué, 1997
- Le Nuage (Tromboline et Foulbazar), 1998
- Le A (Tromboline et Foulbazar), 1998
- Le Cauchemar (Tromboline et Foulbazar), 1998
- Ma vallée, 1998
- Bizarre... Bizarre, 1999
- Les Chaussures neuves, 1999
- Le Chapeau à secrets, 1999
- Une semaine de Monsieur Monsieur, 1999
- Sur l'île des Zertes, 1999
- Le Doudou méchant, 2000
- Le Petit Frère, 2001
- Le Chien et le Chat, 2001
- Le Non, 2001
- Georges Lebanc, 2001
- Petit Prince Pouf (illustrations), texte d'Agnès Desarthe, 2002.
- Schmélele et l'Eugénie des larmes, 2002
- La Revanche de Lili Prune, 2003
- Les Montres molles, 2004
- Le Réfrigogérateur, 2004
- Un thé d'été, 2004
- Blaise et le Château d'Anne Hiversère, 2004
- Mille Secrets de poussins, 2005
- La Nuit des Zèfirottes, 2006
- Almanach Ouroulboulouck, 2007
- Catalogue de parents pour les enfants qui veulent en changer, 2008
- Bih-Bih et le Bouffron-Gouffron, 2009
- Tromboline et Foulbazar: Dans rien, 2009
- Tromboline et Foulbazar : L'avion, 2009
- Le Château fort, 2009
- Sœurs et Frères, 2010
- Mô-Namour, 2011
- La Venture d’Isée, 2012
- L’Avie d’Isée, 2014
- Blaise et le Kontrôleur de Kastatroffe, 2014
- L'Affreux moche Salétouflaire et les Ouloums-Pims, 2015
- Le Mystère des Nigmes, 2016
- La Course en livre, 2017
- Le Fleuve, 2018
- Mouha, 2019
- Voyage au pays des monstres, 2020
- Blaise, Isée et le Tue-planète, 2021
- Le Chemin, 2023
- Les mêmes, on rit !,2023
- À l'aise, Blaise !, 2024

### Romans pour adultes
- Les Pieds-Bleus, Éditions de l'Olivier, 1995.
- Est-ce qu'hier n'est pas fini ?, Éditions de l'Olivier, 1999.
- Le monde, et inversement, Éditions de l'Olivier, 2006.
- Questions d'importance, publie.net, 2011

### Romans pour enfants
- Broutille, L'École des loisirs, collection Mouche, 1991.
- Pochée (Illustrations), textes de Florence Seyvos, L'École des loisirs, collection Mouche, 1994.
- Zénobie, L'École des loisirs, collection Neuf, 1997.

### Théâtre
- La Trijolie 1 - La Pantoufle, L'École des loisirs, 2006.
- La Trijolie 2 - Bonjour - Où sont les mamans ?, L'École des loisirs, 2006.
- La Table, publie.net, 2011
- Pluie Visage Soleil, L'École des loisirs, 2016

### Articles
- Claude Ponti, « Critiquer un livre pour enfant sans le comprendre est bête », Libération,‎ 12 février 2014 (lire en ligne)

### Podcasts
- « Ozalee et Blu », dans la série Une histoire et…Oli, France Inter, 10 juillet 2019, écouter en ligne
- « L'Effassensonge, l'éponge à tracas » interprété par Ariane Ascaride, Au pays des monstres, 6 mars 2020, écouter en ligne
- « Léhaut Polnu, monstre de compagnie » interprété par Arthur Teboul, 6 mars 2020, écouter en ligne
- « Le cœur penché et ses farces rigolmarrantes », interprété par Bérénice Bejo, Au pays des monstres, 6 mars 2020, écouter en ligne
- « L'Ouazo serein, le gardien des songes heureux », interprété par Hervé Pierre, Au pays des monstres, 6 mars 2020, écouter en ligne
- « Les malicieuses méchancetés du Bec de calme », interprété par Doria Tillier, Au pays des monstres, 6 mars 2020, écouter en ligne

### Jeux
- 2015 : Pouss'Poussins, L'École des loisirs
- 2016 : Les Poussins de Claude Ponti, deux incroyablicieux puzzles, L'École des loisirs
- 2019 : La Gigantomaskmarade, L'École des loisirs

### Vidéos
- Rencontre avec quatre auteurs : Nadine Brun-Cosme, Pef, François Place et Claude Ponti, in La littérature des enfants fait école (journée d'étude du samedi 15 novembre 2008 à l'initiative des Éditions Casterman, l'École des loisirs, Flammarion-Père Castor et Gallimard Jeunesse), l'École des loisirs, Paris, 2009, DVD 3, 51 min 29 s.
- Poussin Poussine : scénario pour une rencontre autour de l'album 'Blaise et le château d'Anne Hiversère' (Claude Ponti), film réalisé par Jean-Christophe Ribot, Tumultes, Paris, AFL, Compiègne (distrib.), 2011, 16 min (DVD + brochure)
- Claude Ponti, un art de l'enfance, documentaire de Thierry Kübler, diffusé le 16 mars 2020 sur France 3 Grand Est

### Radio et podcasts
- Adèle Van Reeth, « Claude Ponti, le philo-sinateur qui voulait changer les enfants », sur France Culture, 26 septembre 2014.
- Claude Ponti dans Bookmakers sur ArteRadio créé par Richard Gaitet, 2022, https://www.arteradio.com/son/61670535/claude_ponti_1_3